# 大谷地 (清道县)
大谷地（音译阿鲁诺泰，意为“旭日”）泰国清迈府清道县孟那（猛纳）乡下辖的一个华人村落。
该村为泰国北部最大的華人村落，位於清邁以北約120公里，距緬甸邊界2公里，居民以雲南籍華裔汉族佔絕大多數，除此之外，还有傣族、阿卡族、傈僳族和景頗族等。另外，还有因连年内战而逃亡至此的缅甸难民。

## 历史
该村由国共内战时期自雲南撤退到泰国的国民党军队及其后裔開闢而成，始建于1972年。

## 教育
大谷地设有泰文中小学，亦有清迈教联高级中学、华兴中学和恩惠中學三間中文學校，其中兩間（华兴中学和恩惠中學）由中華民國僑務委員會支持，使用台灣的教科書。而教联高级中学自2012年以来则与中国大陆官方开展合作，采用标准普通话、使用简体字进行教学，并从中国进口汉语教科书。此外，2018年教联学校被中国国家汉办选为清迈府汉语水平考试（HSK）的主要中心。